# 巴爾弗 (普馬蘭加省)

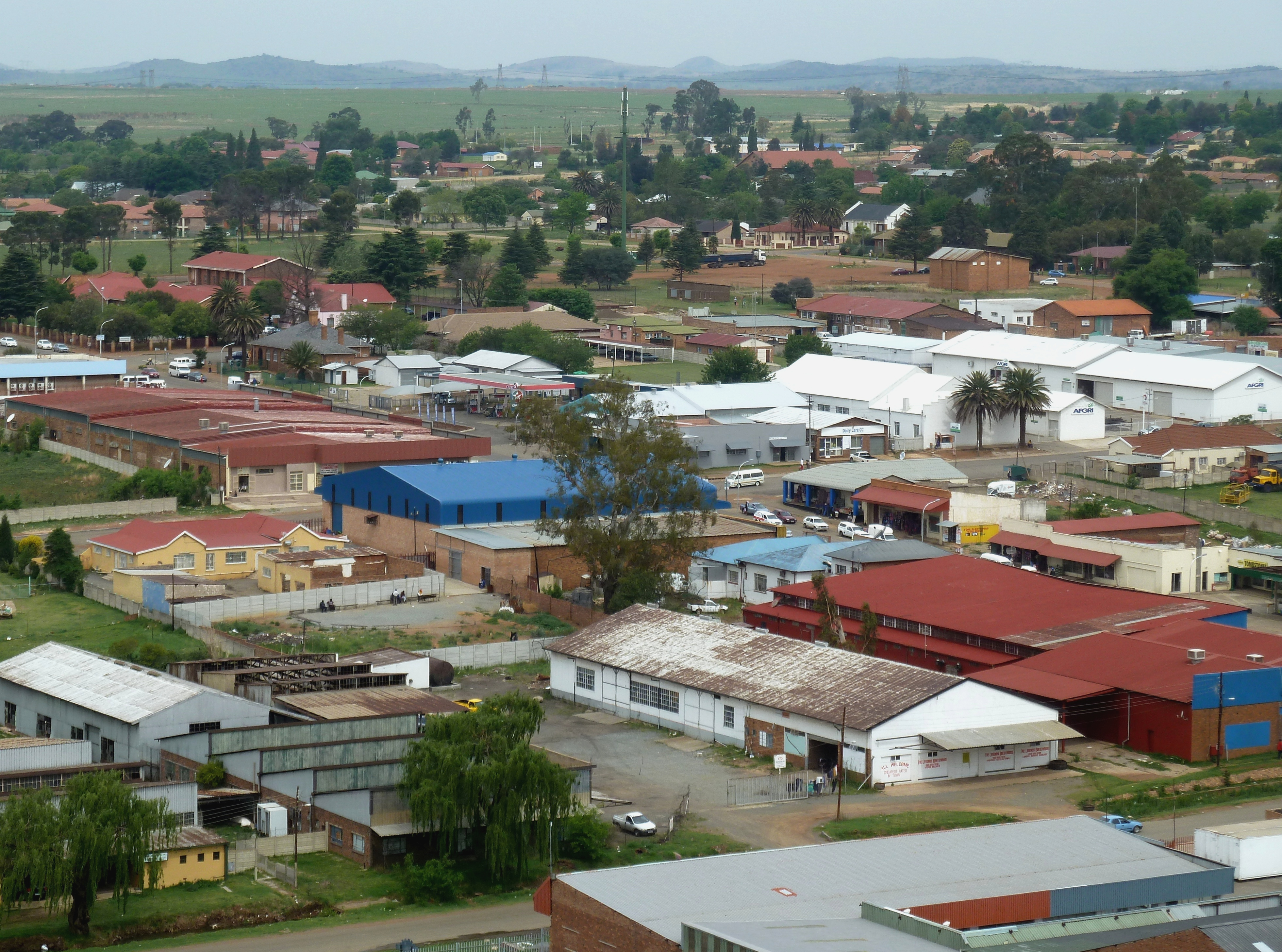

巴爾弗是南非的城鎮，位於該國東北部，由普馬蘭加省負責管轄，始建於1898年，面積10.02平方公里，主要經濟活動有煤礦業和種植玉米，2001年人口2,070，人口密度每平方公里約210人。